# 黑腳聯盟

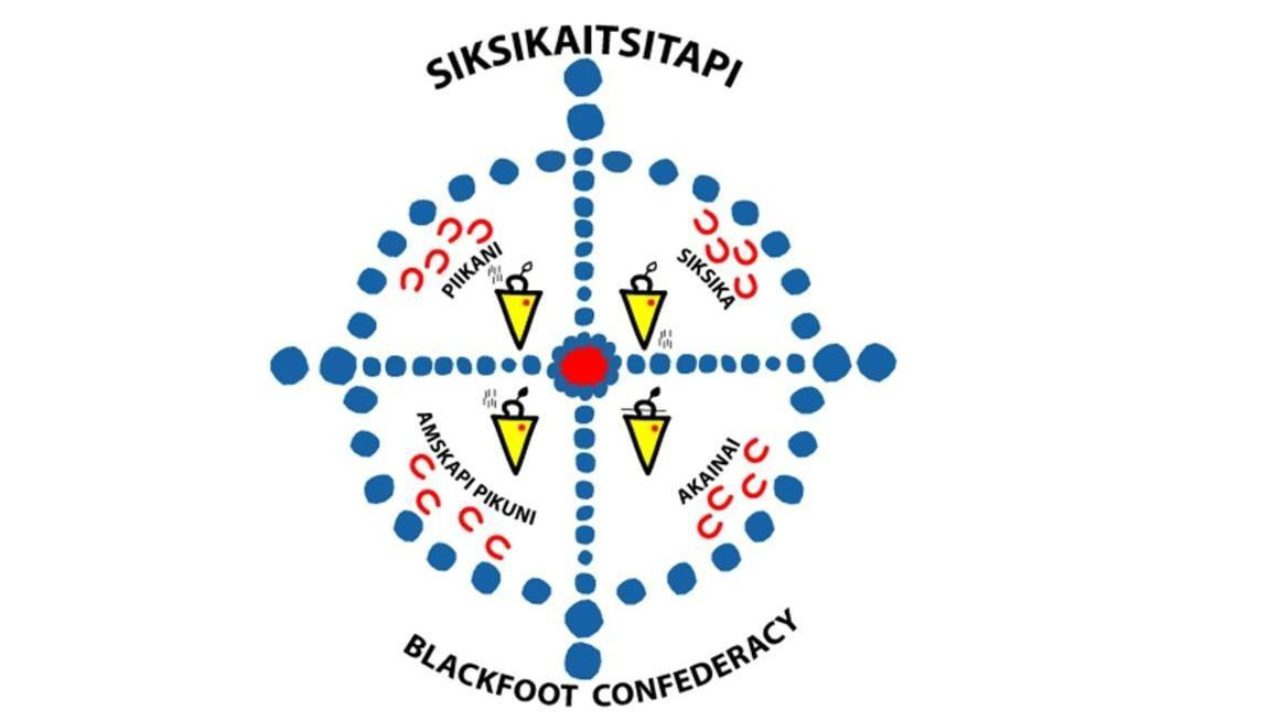
黑腳聯盟旗帜

黑腳聯盟（英語：Blackfoot Confederacy），又称尼特西塔皮（Niitsitapi，意为“真正的人”）、锡克锡凯齐塔皮（Siksikaitsitapi，ᖹᐟᒧᐧᒣᑯ，意为“讲黑脚语的真正的人”），是北美洲4支大平原原住民組成的聯盟。他們主要分佈於加拿大西部，少數在美國蒙大拿州。這四支民族是西格西卡人（Siksika）、蓋恩納人（Kainah）、皮卡尼人（Piikani）和南皮岡人（Southern Piegan），首三支是在加拿大，最後的一支是在美國，全部被統稱為“黑腳民族”。在現今使用，該詞只是指在加拿大的那三支。
歷史上，聯盟的成員是遊牧野牛獵人和鱒魚漁民，他們分佈在北美洲西部北美大平原北部的大片地區，特別是半乾旱短草草原生態區。他們逐野牛而居，遊走於美加之間，最北可到達弓河。在18世紀上半葉，他們從白人商人和他們在克里族和阿西尼博因族的中間人那裡獲得了馬匹和火器。黑腳人藉此擴大他們的領土，犧牲鄰近的部落。利用騎馬和以馬運輸，黑腳人和其他大平原部落能夠擴大野牛的狩獵範圍。
在19世紀中後期，白人獵人的系統性商業性野牛狩獵幾乎毀滅了野牛群並永久改變了大平原上的美洲原住民生活，因為他們的主要食物來源不再豐富。隨後是飢餓和萎縮的時期。與其他平原印第安人一樣，黑腳部落被迫採取畜牧業和農業，並永久定居於保留地。在19世紀70年代，他們與美國和加拿大簽署條約，放棄了大部分土地以換取糧食和醫療援助的年金，以及幫助學習耕作。不過黑腳人在兩國的同化政策面前依然致力於捍衛其傳統文化和語言。

## 成員
原先黑腳人純粹由三個以親屬和方言界定的民族組成，他們分別是皮岡黑腳人（Piegan Blackfeet）、蓋恩納人（Kainah，“血”）和西格西卡人（Siksika，“黑腳”）。他們都使用黑腳語，阿爾岡昆語族的其中一門語言。後來祖特伊那人（薩西族）加入了聯盟，格羅斯文特人亦曾短暫地加入聯盟。
這幾支去中心化的民族包含了眾多派別，大小約莫是10至30個帳，或大約80至240人。派別是狩獵和防禦組織的基本單位。
皮岡人是聯盟中人口最多的民族，名稱來自黑腳語Piikáni。他們可再細分為皮卡尼人（Piikani）和南皮岡人（Southern Piegan，又名皮岡黑腳人（Piegan Blackfeet）），前者在加拿大艾伯塔省，後者在美國蒙大拿州。他們曾經還存在一支強大的Inuk'sik部落（名稱意譯為“人”），至今他們已經削弱為南皮岡人旗下一個氏族或派別。
現代的蓋恩納族之名來自黑腳語Káínaa，指“很多酋長的人”，歷史上有“血”的稱呼，出自平原克里語的稱呼Miko-Ew，指“沾血”（亦即是“嗜血、殘暴之人”）。
西格西卡族之名來自Siksikáwa，指“那些相似的人”。西格西卡人亦自稱為Sao-kitapiiksi，指“平原之人。”
薩西族自稱Tsu Tʼina，指“大量的人。”在早年的衝突時期，他們被稱為Saahsi或Sarsi，指“固執的人。”薩西族和其他成員的語言南轅北轍；他們屬於阿薩巴斯卡和甸尼語族，其大多數成員分佈於加拿大北部的副北極地區。具體而言，薩西族是海狸（Danezaa）人的分支，在18世紀某一段時間南遷到大平原。後來他們加入了聯盟並最後融入了南皮岡人。
格羅斯文特人自稱Haaninin（“白色粘土的人”），又稱A'aninin。法國人稱他們為Gros Ventre（“大肚子”）是由於錯誤地解讀他們的肢體語言，而英國人則稱他們為“瀑布印第安人”（Fall Indian），與山上的瀑布有關。黑腳人由於長期的敵對關係而稱他們為Piik-siik-sii-naa（“蛇”）和Atsina（“像一個克里族”）。早期學者相信格羅斯文特人與阿拉帕霍人有關。從大約1793年到1861年，格羅斯文特人是在聯盟之內，但最終因為不和而脫離成為敵人。
聯盟佔據了很龐大的領土，用作捕獵和覓食；19世紀被美加兩國瓜分。在19世紀末，他們被兩國所逼而轉為農耕生活兼被流放到印第安保留地。唯獨南皮岡人是定居於蒙大拿州，其他三支黑腳人和薩西族都是定居於艾伯塔省。他們一起自稱為Niitsítapi（原先之人）。格羅斯文特人在脫離聯盟後亦在蒙大拿州的保留地定居下來。
當他們被迫終結傳統遊牧生活，他們的社會結構出現了轉變。以前多數為民族關係的部落國家經過制度化成為政府（美國稱之為“部落”，加拿大稱之為“第一民族”）。皮岡人劃分為艾伯塔省的北皮岡人，以及蒙大拿州的南皮岡人。

## 歷史
黑腳民族的領域包括蒙大拿州的大草原上，以及加拿大艾伯塔省和薩斯喀徹溫省。在一眾黑腳民族中，只有西格西卡人有“黑腳”之稱。相傳因為他們的莫卡辛鞋尚黑。有一個傳說指他們行經草原火災的灰燼而熏黑了他們的鞋底。

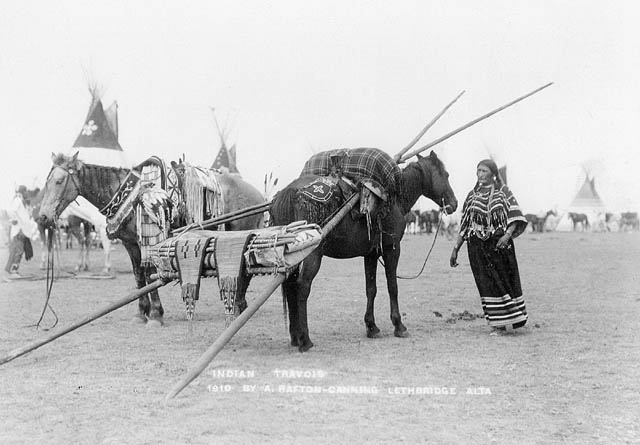
帶著印第安雪橇的蓋恩納婦女。

由於語言和文化模式，人類學家認為黑腳民族並非起源於美國中西部的北美大平原，而是從該國東北部的上游遷移過來。當他們生活在現在美國東北部的森林中時，他們作為一個團體聚集在一起。他們大多分佈於現代加拿大和緬因州之間邊界的附近。到了1200年，他們為了更多的土地而遷移。他們一度定居於五大湖北部，在今日的加拿大。不過當地競爭激烈，他們只好離開五大湖繼續西遷，最終遷入大平原。
他們遷移時，他們會把家當放在A字型的印第安雪橇上。這些雪橇被設計用來在旱地上移動。黑腳人因為在直到18世紀前還未有馬，所以要用狗隻拉動雪橇。
北美大平原涵蓋大約780,000平方英里（2,000,000平方），北達薩斯喀徹溫河，南達格蘭德河，東至密西西比河，西至洛磯山脈。採用馬匹後，黑腳人在18世紀末成為大平原上最強大的印第安部落之一，獲得“平原之王”之稱。黑腳人的故事把定居大平原追溯到“遠古時代。”

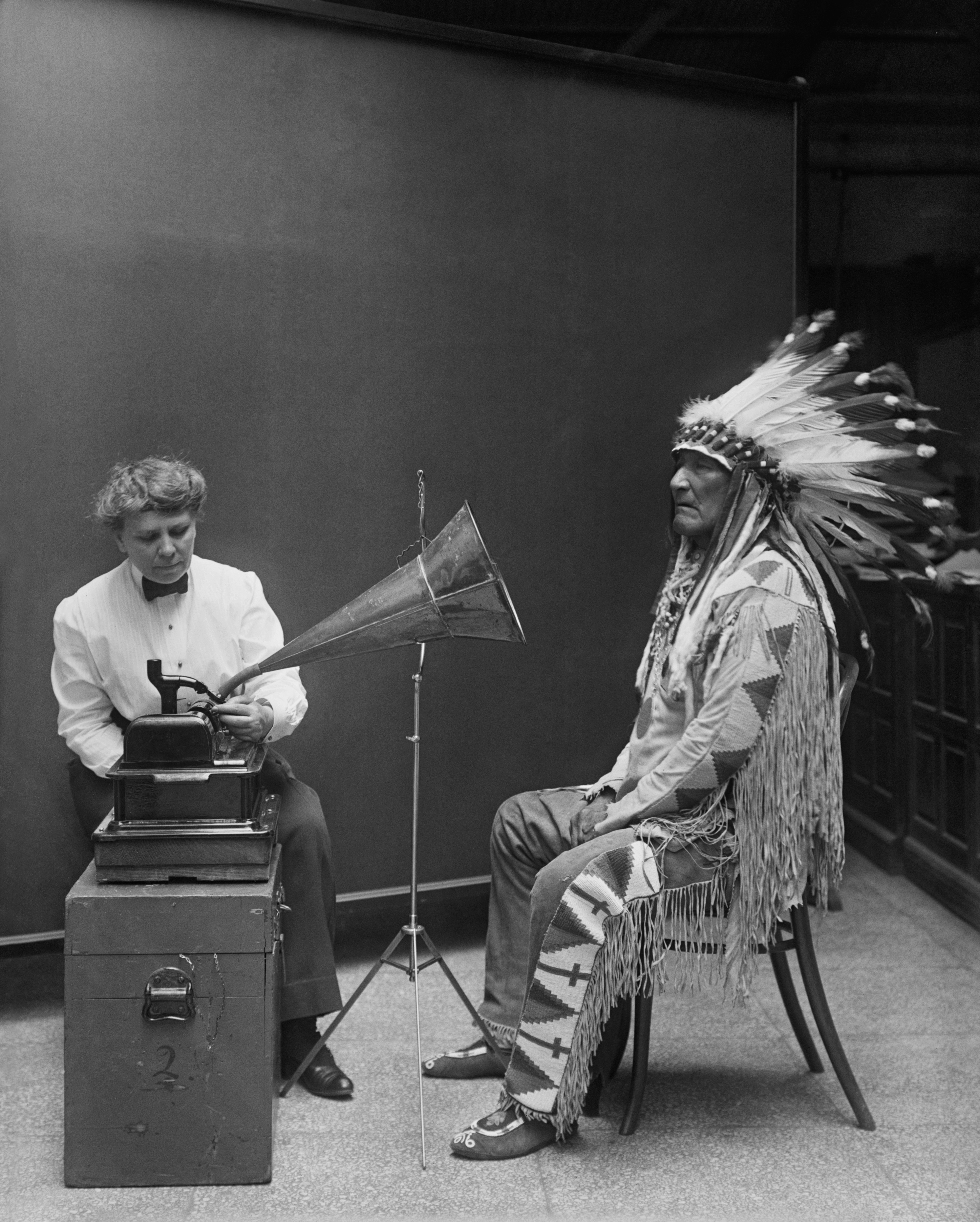
Frances Densmore為美國民族學局向酋長Mountain Chief錄音

黑腳人在大平原上的主要糧食是美洲野牛，北美最大型的哺乳動物，高約61⁄2英尺（2.0），重達2,000磅（910）。在引入馬匹之前，黑腳人需要其他方法來進行狩獵。野牛跳崖是其中一個最普遍的方法。獵人排成V形將野牛困著，逼牠們跳崖（這個方法同樣用於狩獵羚羊）。之後獵人在崖底盡量把這些肉帶走。他們還利用偽裝進行狩獵。獵人會從之前的獵物中獲取牛皮，並將它們覆蓋在身體上，融入並掩蓋其氣味。藉著含蓄的動作，他們能潛入牛群當中。當足夠接近時，他們就會用箭和矛獵殺牠們。
黑腳人他們近乎會利用野牛全部身體部位。他們的婦女把牛肉用作食物，做成牛肉乾，使它們能保存長時間，而他們要藉助牛肉來渡過漫長而嚴酷的冬天，所以會由夏天開始準備。作為一種儀式，獵人經常在殺戮後幾分鐘吃掉野牛的心臟。女人曬黑並準備牛皮以覆蓋圓錐形帳篷。它們由原木桿製成，並有外皮覆蓋在上面。這些圓錐形帳篷冬暖夏涼，並能抵禦強風。
這些婦女還以牛皮製作衣服，如長袍和軟皮鞋，並用脂肪製作肥皂。男人和女人都用骨頭製作器具、縫紉針和工具，並用肌腱固定和裝訂。胃和膀胱被清洗並準備用於儲存液體。乾野牛糞被用作燃料。黑腳人視野牛為神聖的動物，主宰了他們的生死。
黑腳人驍勇善戰，曾迫使格羅斯溫徹人成為他們的附庸。他們的宿敵包括克羅人、克里人、蘇族人和休休尼人等。北美大陸被殖民後，天花肆虐了黑腳人部族，導致黑腳人實力大減。之後他們又遭受了來自克里人的進攻，雖然他們防禦成功，但實力遭到了進一步的削弱。接連而來的暴風雪和飢荒再度打擊黑腳人，使之一蹶不振。他們曾經加入了蘇族人和美軍的決戰，並隨著蘇族人獲勝。但在美軍的不斷驅趕下，黑腳人最後遷入了加拿大和美國北部的幾個保留區。

## 黑腳民族
黑腳民族由四個民族組成，分別是皮岡黑腳人（南皮岡人）、西格西卡人、皮卡尼人（北皮岡人）和蓋恩納人。這四個民族走在一起形成黑腳聯盟，即是他們會同舟共濟，互相協助。每個民族都有自己的政府和酋長，但會定期一同參與宗教和社會活動。今日唯一在美國境內的黑腳民族是在蒙大拿州的南皮岡人。

## 文化

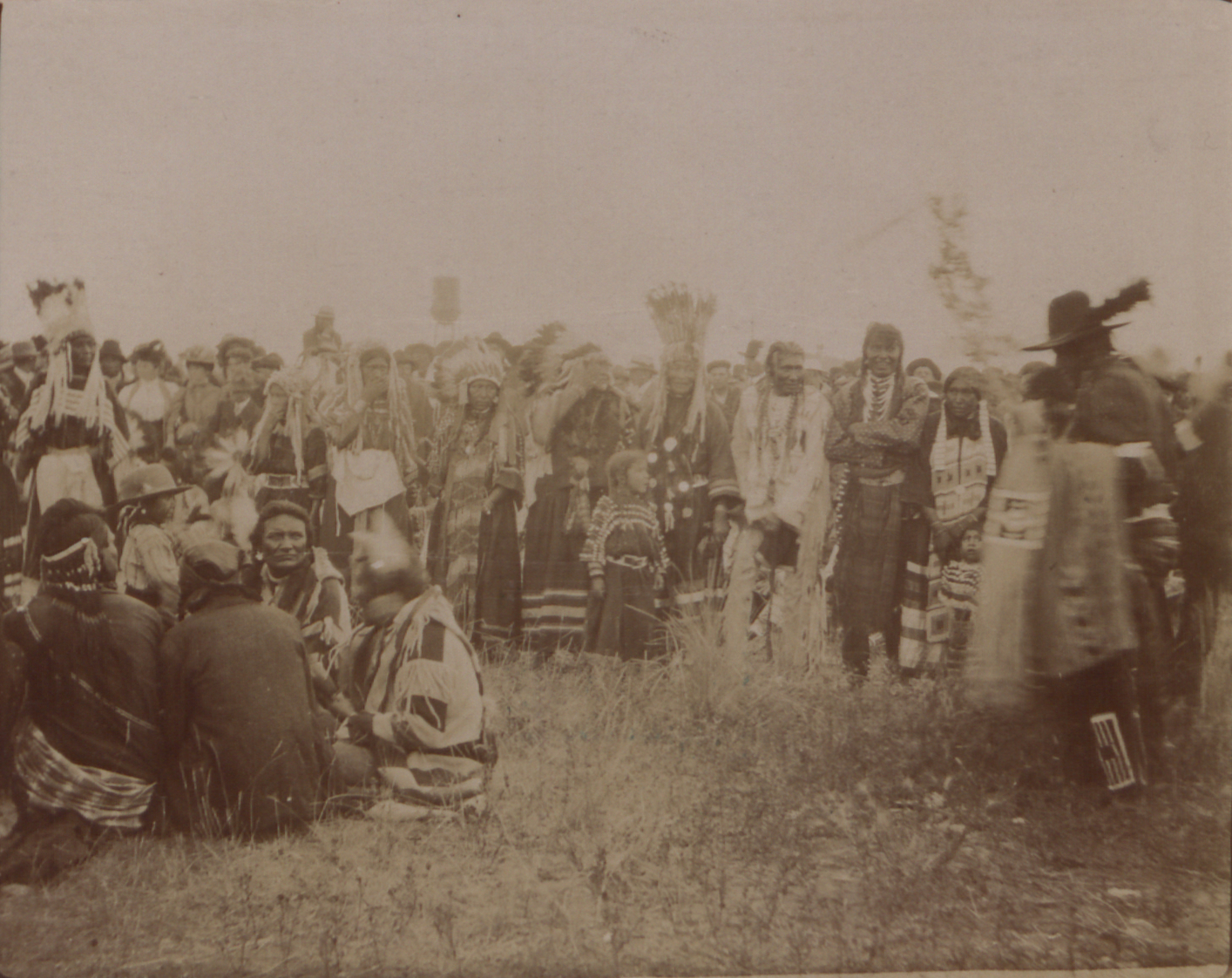
黑腳印第安人的頭皮舞（Scalp dance），1907年

### 元首選拔
黑腳印第安人高度重視家庭。在旅行，他們也分成20-30人的小團，但會聚在一起慶祝。他們重視領導技能，並選擇明智地管理定居點的酋長。在和平時期，人民會選出一位和平首領，這意味著能夠領導人民並改善與其他部落關係的人。戰爭酋長的稱號不能通過選舉獲得，而是需要通過成功地執行各種英勇行為來獲得，包括觸摸活生生的敵人。除了被指定的首席酋長之外，黑腳派系通常還有一些小酋長。

### 社會團體
在黑腳民族內，人們擁有不同的社會團體（Societies），每個社會團體都有部落的功能。在通過公認的合格和儀式證明自己之後，年輕人會被納入這些社會團體。例如，年輕人要進行異象探索，從汗屋的靈魂洗滌開始。他們獨自從營地出去進行了四天的禁食和祈禱。他們的主要目標是看到一個可以解釋他們未來的異象。有了這個異象後，年輕人回到村莊準備加入社會團體。
戰士團體中的男士要隨時為作戰準備。同樣，他們要進行靈魂洗滌，然後象徵性地塗鴉自己；他們通常都會塗鴉戰馬。戰士團體的領袖帶著長矛或魚叉，稱為勇氣杖（coup stick），用羽毛、皮革和其他標記裝飾。他們透過“Counting coup”，一個用杖敲擊敵人並快速走開的動作，來提高聲望。
宗教團體的成員要保護黑腳人的聖物和舉行宗教儀式。他們在戰士上戰場前獻上祝福。他們主要的儀式是日舞，他們的祈禱將會傳達給造物主，造物主則用幸福和豐富的野牛祝福他們。
婦女團體也對社區部落負有重要責任。她們設計精緻的服裝和儀仗盾，幫助準備戰鬥，準備毛皮和布料製作衣服，照顧孩子並教他們部落生活的方式，剝皮和鞣製用於衣服和其他目的的皮革，準備新鮮和乾燥的食物，並舉行儀式去幫助在旅程中的獵人。

### 民族植物學

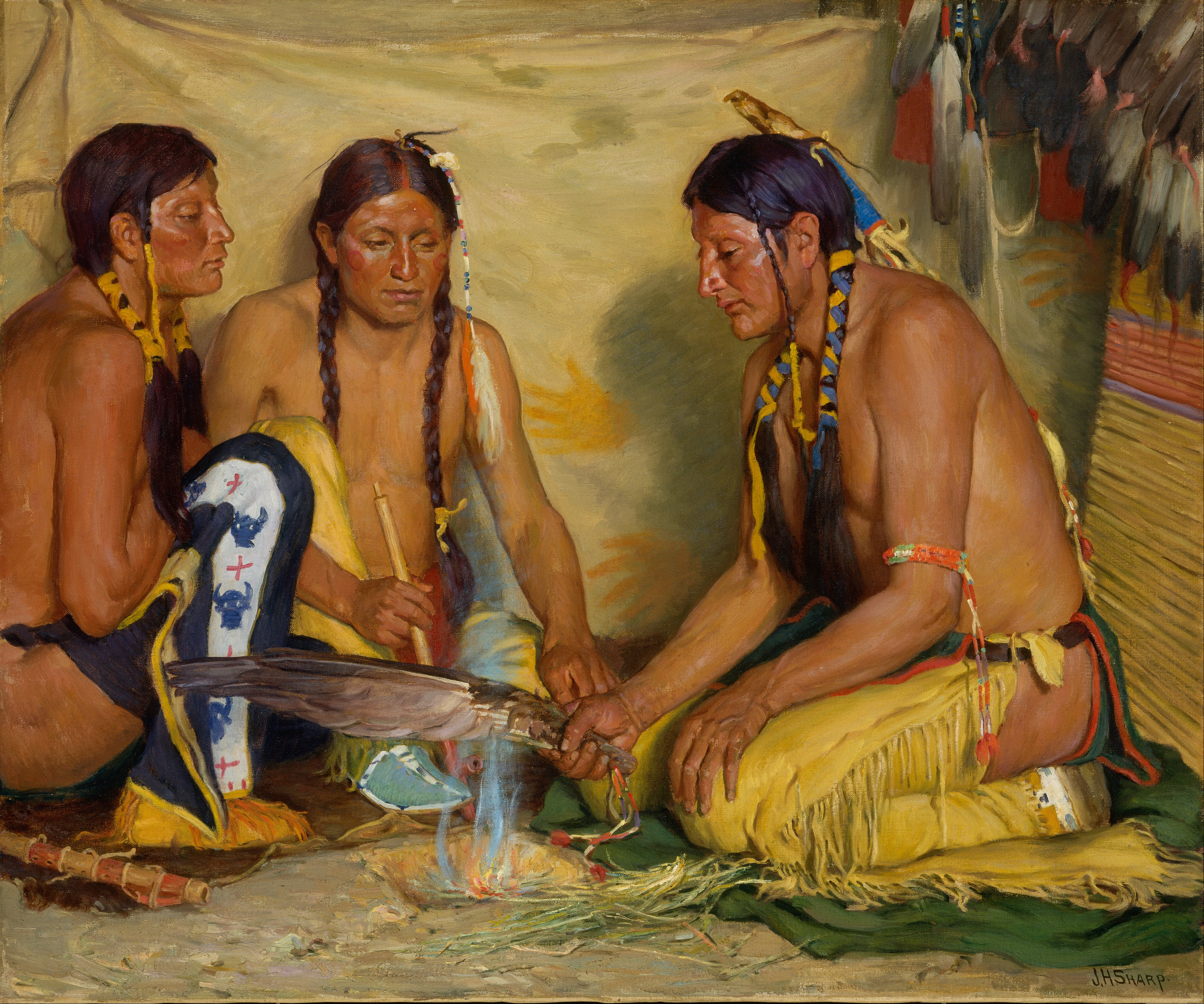
黑腳人為典禮製作茅香藥。

黑腳族和其他北美大平原的原住民都視鼠尾草和茅香為神聖的植物，用於各種儀式上。焚燒鼠尾草與茅香時，他們吸入其香氣而讓身體熏上其氣味，這稱為“煙燻”（smudging）。鼠尾草據說有排除負能量作用，而茅香則據說有吸收正能量作用。兩者都用來淨化身心。據說草燃燒時排出的的宜人和自然氣味能吸引靈魂。準備用於儀式的茅香時，會將莖編織在一起然後在燃燒之前風乾它們。
茅香亦經常與熊果和紅柳植物一起作為煙斗混合物的成份。據說從煙斗排出的氣體帶著用家的祈禱升上天傳達給造物主。醫藥人員使用經常用華麗串珠設計裝飾的大藥袋來攜帶鼠尾草、茅香和其他重要植物。黑腳人亦會使用茅香來做化妝品及芳香劑。
他們使用由搗碎的長柄馬利筋的根製成的膏藥來治療腫脹、“腹瀉皮疹”、皮疹、哺乳嬰兒牙齦疼痛和眼睛酸痛。他們亦食用長柄馬利筋的根來治療喉嚨痛，並使用植物來調味湯，和使用新鮮的根作為食物。他們利用堇菜的根部和葉子液體注入疼痛和腫脹的關節，注入給哮喘兒童，並使用植物將箭頭染成藍色。

### 婚姻
黑腳文化中，男性有責任選擇結婚對象，但女性有權選擇接不接受。男方要向女方父親展示獵人或戰士的才能。若果女方父親表示滿意並贊成婚姻，男女雙方就交換馬匹衣物的禮物並獲確認成親。成婚的伴侶會住在自己的帳篷又或者與男方家族共居。儘管男性獲允許多妻，一般男性只納一妻。若果超過一名妻子，通常男方會選擇妻子的親姊妹，相信姊妹比起外人較不會起爭執。

### 家庭責任和服裝

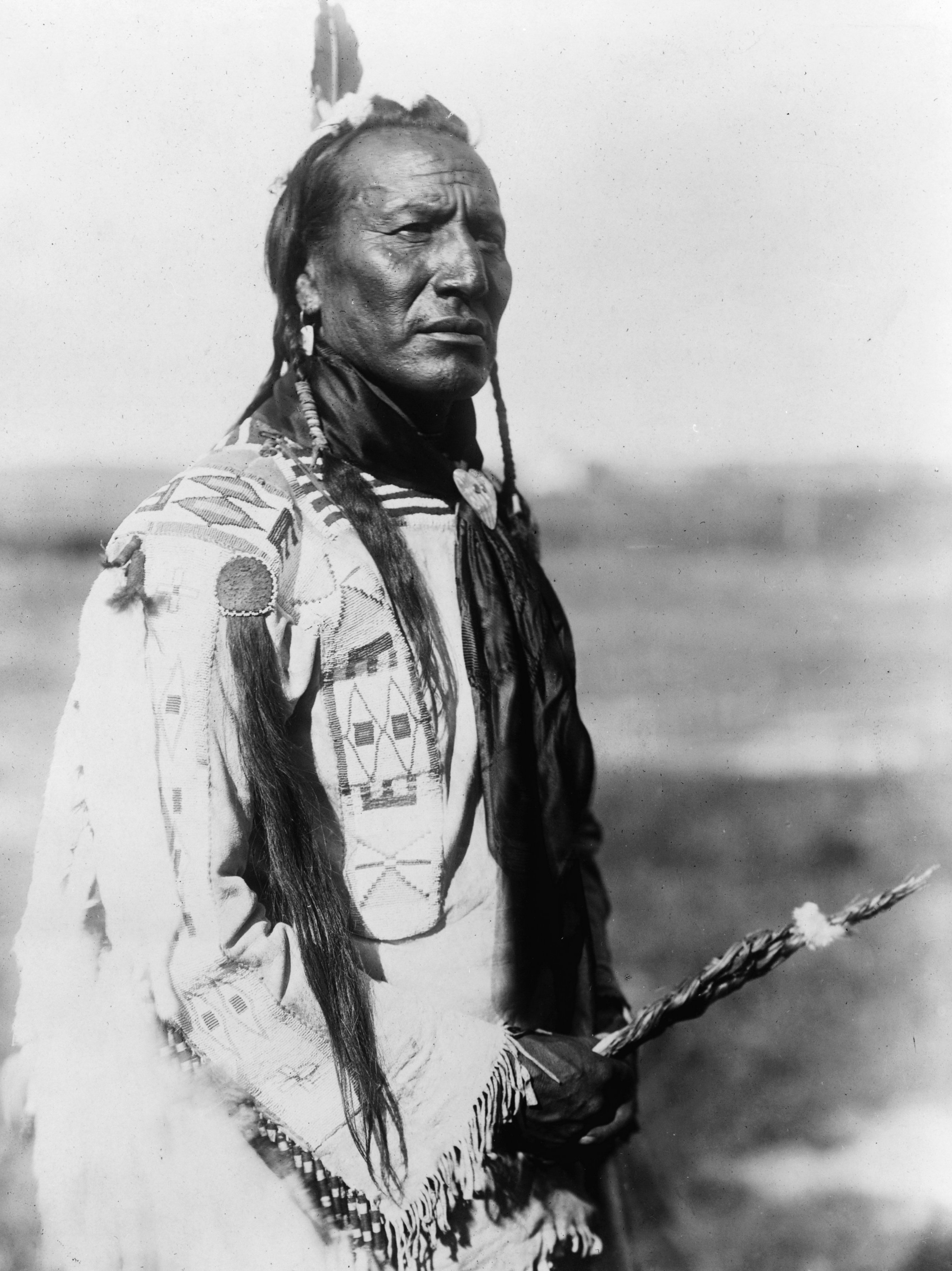
穿著由茅香編織成的袍的黑腳人

在一般的黑腳族家庭裡，父親會外出打獵並帶回家庭所需的供給品。而父親外出時，母親會留守家中照顧孩子。孩子在成長中獲教授基本生存技能和文化。一般無論男女孩子都會很早就學懂騎馬。男孩子經常會玩玩具弓箭直到夠年長學習狩獵。
他們還會玩一款名為簡式曲棍球（shinny）的流行遊戲，後來被稱為冰球。他們拿著又長又曲的木棍去推焗黏土製，覆蓋著鹿皮的球過球門線。女孩子有布偶可玩，同時亦是教育工具，因為它採用典型的部落服裝和設計，以及教育年幼女子照顧嬰兒。隨著他們長大，他們要肩負更多責任。女孩子要學習煮食、準備皮革和採摘野草野果。男孩子要負責伴隨父親狩獵準備食物。
一般衣服主要由軟化和鞣製的羚羊和鹿皮製成。婦女會為部落中的每個人製作和裝飾衣服。男性穿著軟皮鞋、高及臀部的長腿緊身褲、腰布和腰帶。偶爾他們會穿未經裝飾的襯衫，但一般他們會在肩膀上裹上野牛長袍，天氣寒冷時還會裹著頭部。尊貴的勇者會戴上由灰熊爪製成的項鍊。婦女和女孩穿著由兩三塊鹿皮製成的連衣裙。這些婦女戴著由與遠方部落交易獲得的海貝殼，或不同類型的金屬製成的裝飾耳環和手鐲。他們有時會在頭髮上戴珠子或者將頭髮塗成紅色，代表著他們已經夠年長生育孩子了。

### 頭飾

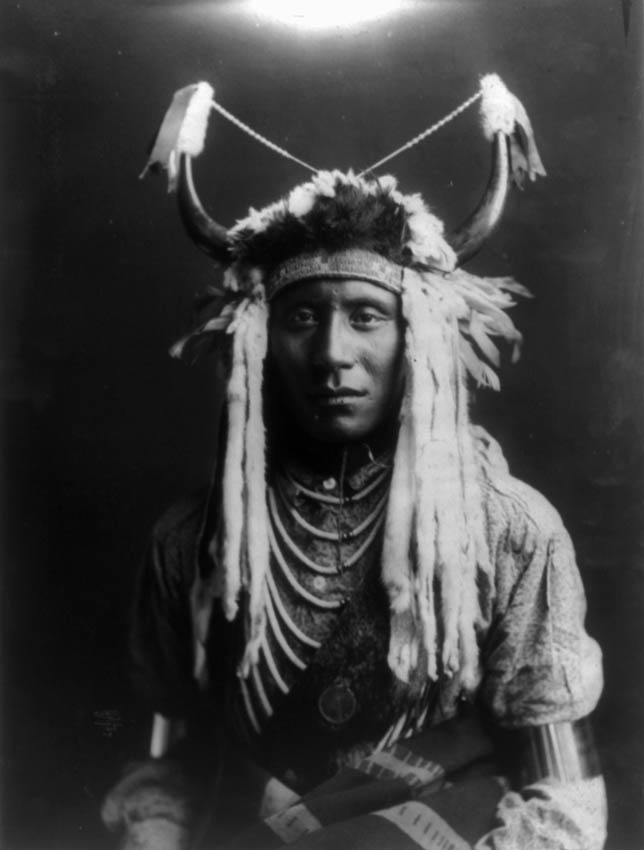
一個戴上了分角頭飾的皮崗族男子，攝於1900年。
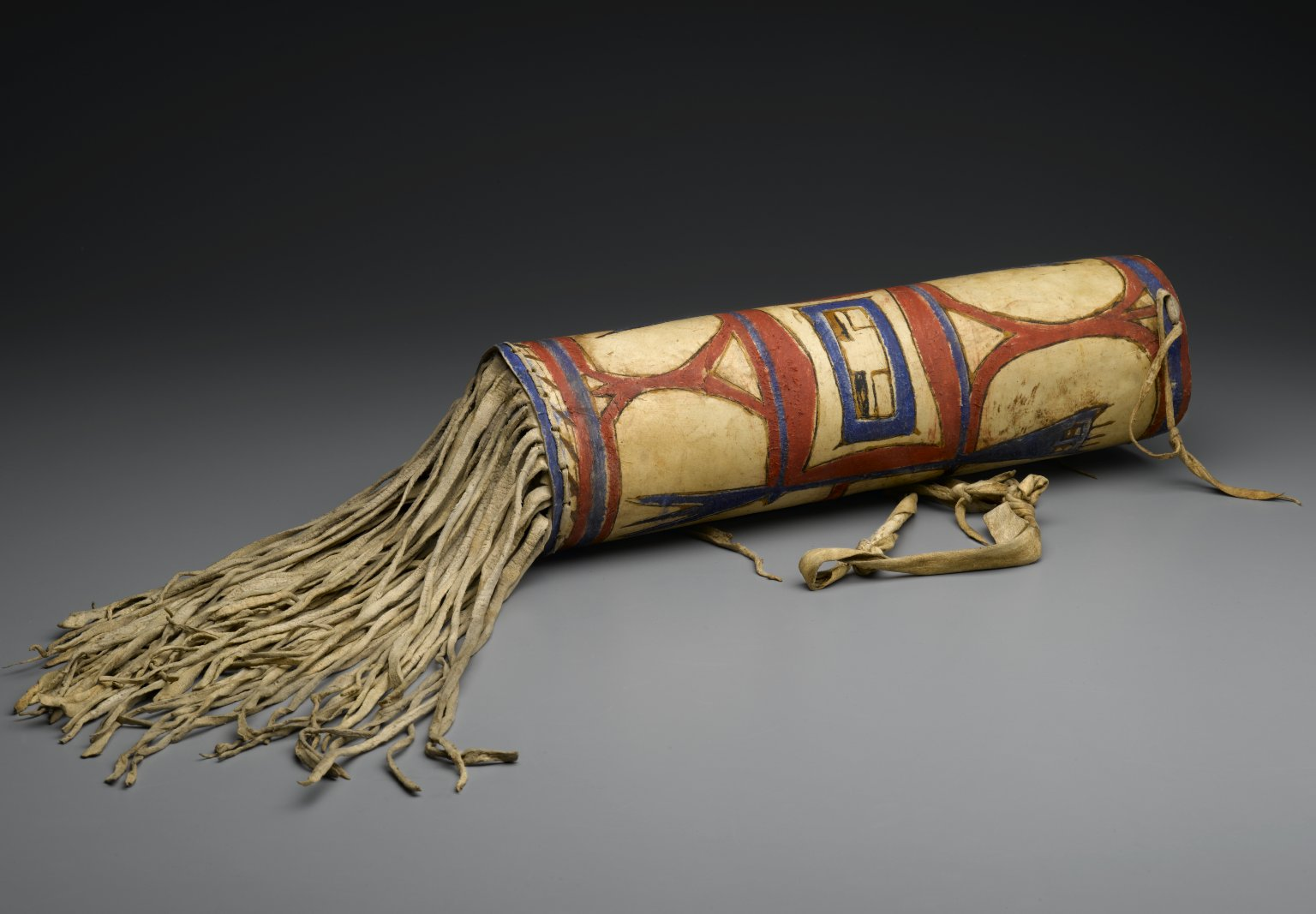
頭飾箱，黑腳（美洲原住民），19世紀末，藏於布魯克林博物館
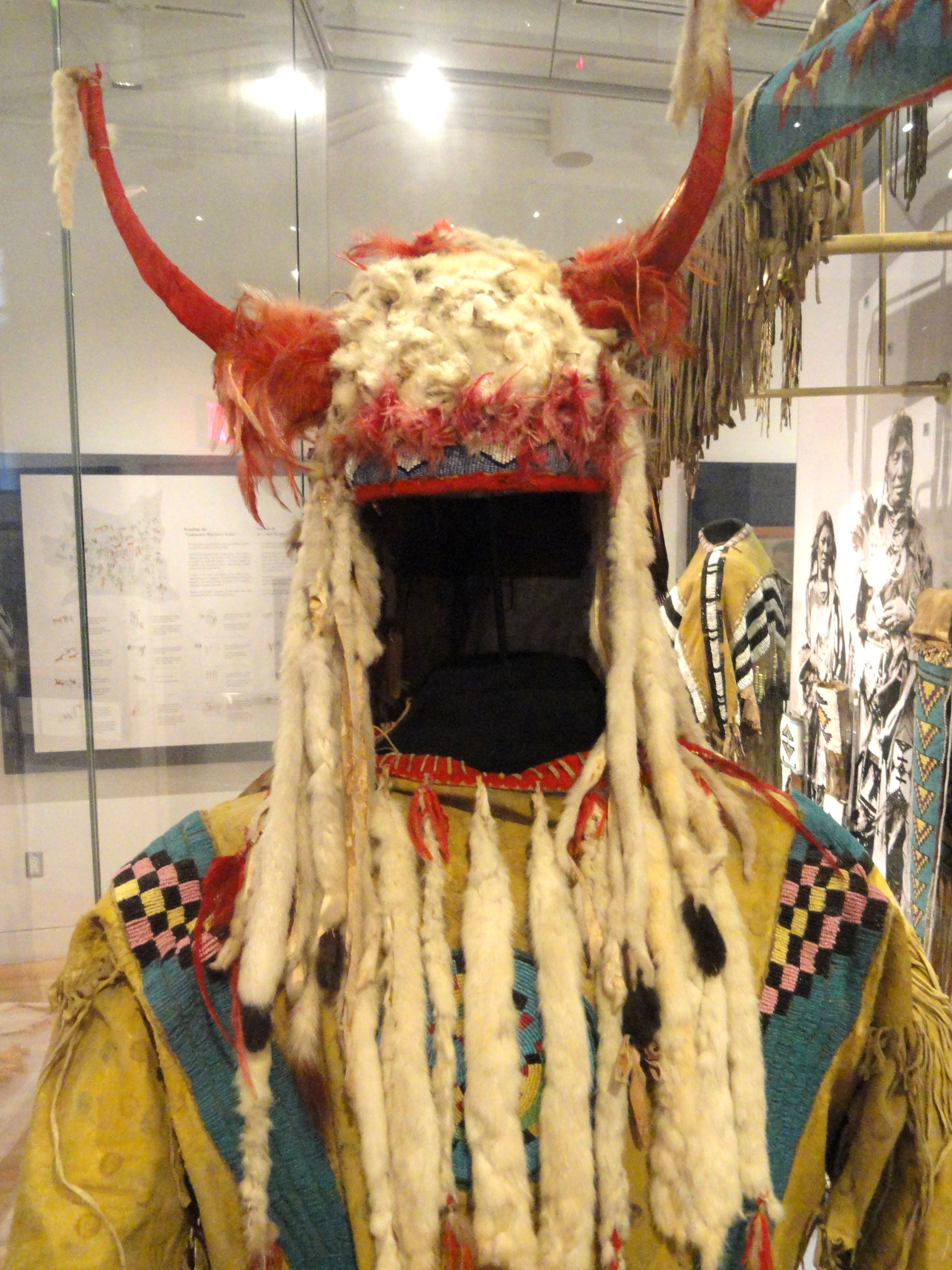
有角的貂皮帽子。
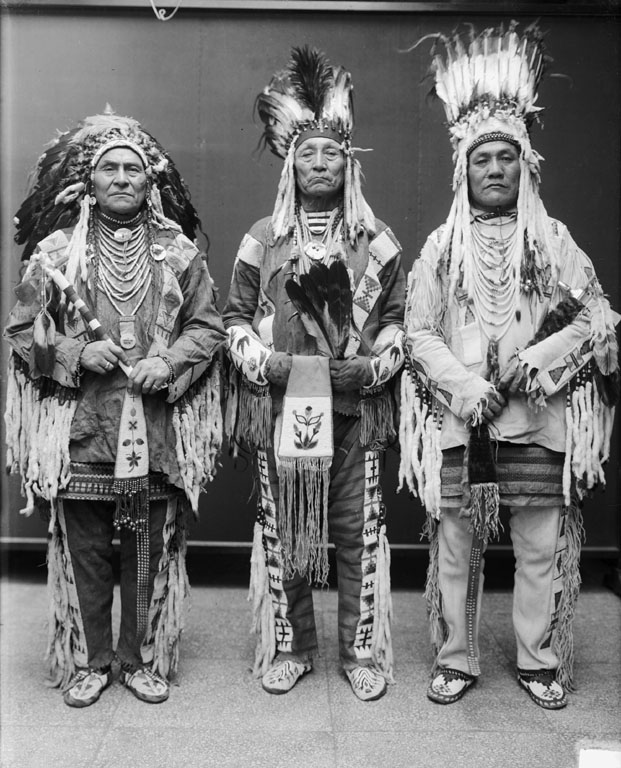
三個穿著傳統服裝包括直立式頭飾和標準戰帽的皮崗黑腳男子。
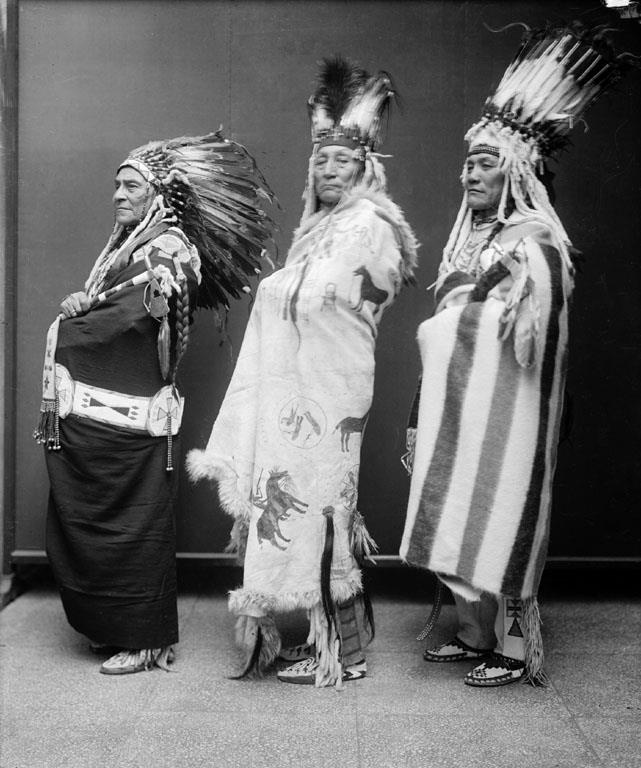
三個穿著傳統服裝包括直立式頭飾和標準戰帽的皮崗黑腳男子。

與其他平原印第安人類似，黑腳人發展出各種不同的頭飾，其中包含對其重要的生物元素；這些頭飾用於不同的目的，並象徵著不同的含意。一般的戰帽用鷹的羽毛做成，因為鳥象徵強大。它由黑腳人著名的戰士和酋長（包括戰爭酋長）穿著。直立式頭飾是一種獨特的黑腳頭飾，與戰帽一樣，用鷹的羽毛製成。直立式頭飾上的羽毛直接從邊緣向上指（因此得名）。頭飾的前面通常附著紅色羽毛；它也是向上指。
分角頭飾在北部平原印第安人中非常受歡迎，尤其是黑腳聯盟的民族。很多戰士團體都穿戴分角頭飾。製作分角頭飾需要一隻野牛角，一分為二並改造成較纖瘦的完整野牛角，然後將它們磨光。牛角被連接在一個串珠狀的，帶帽邊的氈帽上。來自鼬鼠的毛皮（在攜帶厚重的冬季外套時獲取）被附著在頭飾的頂部。類似的頭飾，稱為羚羊角頭飾，是使用叉角羚羊角以類似的方式製作。
黑腳人，尤其是戰士，有時會戴上用豪豬毛髮製成的拱。這些毛髮多數會染上紅色。有時拱會附上鷹或其他鳥的羽毛。
通常仍然附著角和通常帶有串珠狀邊緣的野牛頭皮亦會被配戴。由柔軟的動物毛皮（通常是水獺）製成的皮草“頭巾”也很受歡迎。野牛頭皮和皮草頭巾會在冬季需要保暖時穿著。
黑腳人在特殊儀式上仍會繼續穿著傳統頭飾。主要由當選酋長，各種傳統團體的成員，帕瓦儀式（powwow）舞蹈員和精神領袖配戴。

### 太陽和月亮

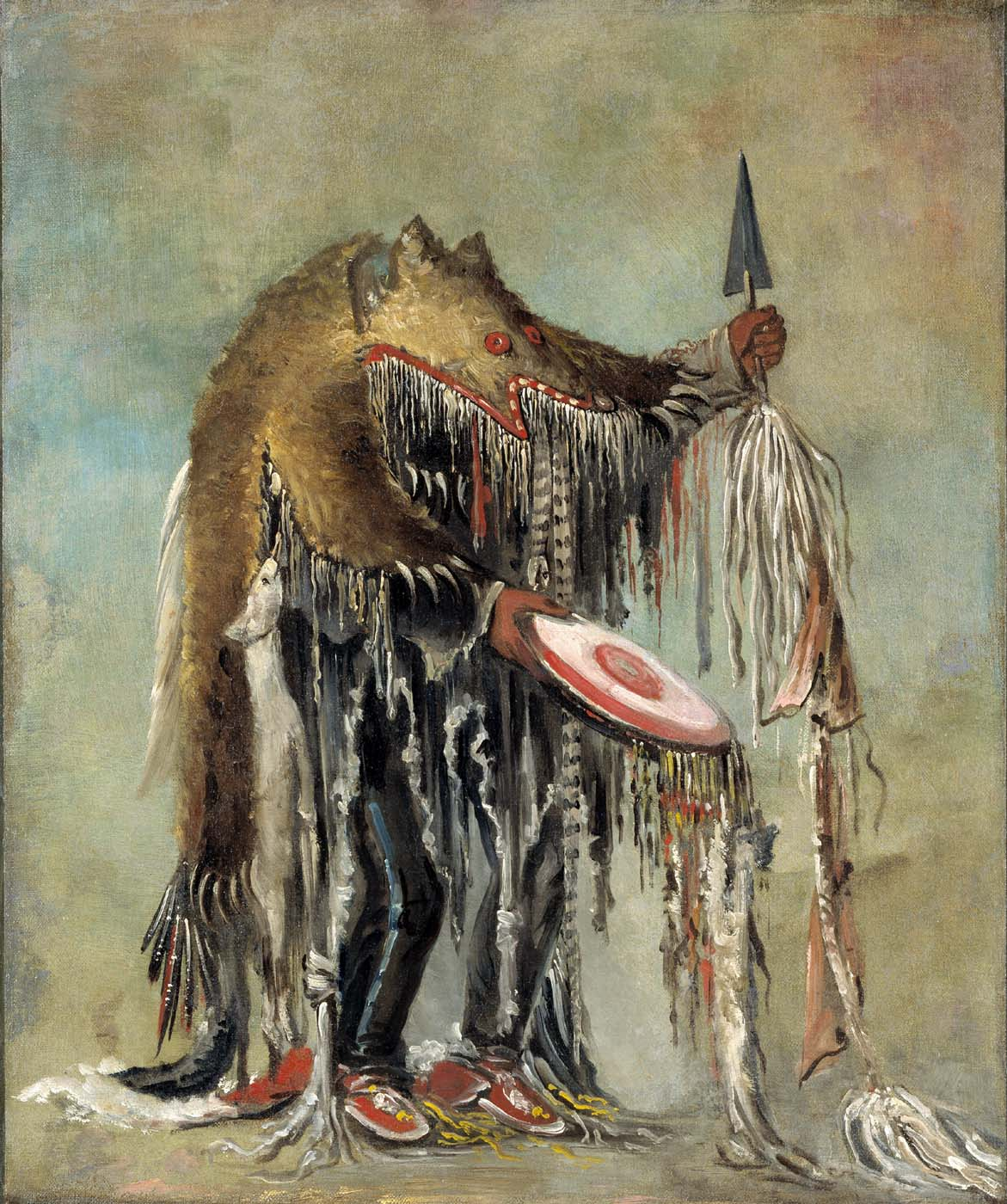
西格西卡黑腳巫醫。

一個黑腳人最著名的傳統是他們的太陽和月亮故事。最初有一個一夫一婦和兩子的家庭，他們只能依靠漿果和其他可以收集的食物為生，因為他們沒有弓箭或其他工具。該父親有一個夢：造物主Napi、Napiu或Napioa（叫法取決於團派）向他說要獲取一塊大蜘蛛網並把它佈置在動物漫遊的小路上，他們受困就能讓他用石斧輕易殺死。該父親照著做並取得成效。有一天他帶著從小路中獲得的鮮肉回家時，發現妻子正在給自己塗香水。由於她以前從未這樣做過，所以他認為她一定紅杏出牆。於是他告訴妻子，他將要移動一個網，並詢問她是否可以帶走他從先前的狩獵中留在外面的肉和木頭。她不以為然地出去並越過一座山丘。妻子回頭看了三次，看到她的丈夫仍在她離開的地方，所以她繼續取肉。然後父親問孩子們他們是否曾經跟他們的母親去找木頭，但他們從未這樣做。不過，他們知道母親採集的位置。男子出發，發現一些木材以及一個響尾蛇的巢穴，其中一條蛇是他妻子的情人。他在木材上放火把蛇燒死了。他知道這樣做的話會激怒他的妻子，所以他馬上回家。他告訴孩子們逃跑並給他們棍子、石頭和苔蘚，如果他們的母親追趕他們時就使用。他留在家裡並在家門後佈置了一個網。妻子試圖進去，但被卡住兼折斷了她的腿。然後，她把頭伸進去，他又把它砍下來。當身體追著丈夫到小溪時，頭亦追著孩子們。孩子中的大哥看到追隨他們的頭，於是將棍子扔出去，棍子就化成一座大森林。頭通過了該森林，於是弟弟吩咐哥哥扔出石頭。哥哥照做，石頭就化成一座大山。它橫越一個個大水（海洋），頭要被迫越過它，而不是兜過它。頭遇到了一群公羊，並告訴牠們，如果牠們能撞穿山脈，她就會嫁給他們的酋長。酋長同意了，他們不斷地撞，直到他們的角被磨損，但仍然沒法穿過。然後，她用相同的承諾問螞蟻可否打出一條通道，牠們同意，並為她帶來剩下的路。孩子們遙遙領先，但最終看到他們身後的頭滾過來。男孩們弄濕了苔蘚，把它擰乾丟到後面。然後他們便來到另一個地方。他們剛剛離開的領地現在被水包圍了。頭滾入水中淹死。他們決定造一個木筏掉頭回去。回歸故土後，他們發現土地已經被烏鴉和蛇佔領了，所以他們決定分道揚鑣。
一個兄弟較愚蠢，他向北去尋找他能找到的東西並創造人類。另一個就較聰明，他向南走並創造白人，向他們教授寶貴技術。愚蠢的兄弟創造了黑腳人，他被稱為「左手」，後來黑腳人稱其為「老人」。那個女人仍在追逐那個男人：她是月亮，他是太陽，如果她抓住了他，世界就會進入無盡的黑夜。

### 黑腳人創世故事
創世神話是黑腳民族口傳歷史的一部分。據說最初創世主Napio與四隻動物漂浮在一塊原木上。這些動物是：Mameo（魚）、Matcekups（青蛙）、Maniskeo（蜥蜴）和Sopeo（烏龜）。Napio將他們全部逐個送到深海。首三隻一無所獲而歸，而烏龜則成功從海底帶回泥土並將其交給Napio。
他把泥土搓揉成地球。隨著他讓它從他的手中滾來滾去，經年累月，成長為今天的樣子。在他創造了地球之後，他首先創造了女性，然後是男性。他讓他們分開居住。這些人害羞而害怕，但Napio告訴他們不要害怕，並娶一個為他們的妻子。他們按照他的要求做了，Napio繼續為人們製造野牛和弓箭，以便他們可以捕殺牠們。

## 現代黑腳人

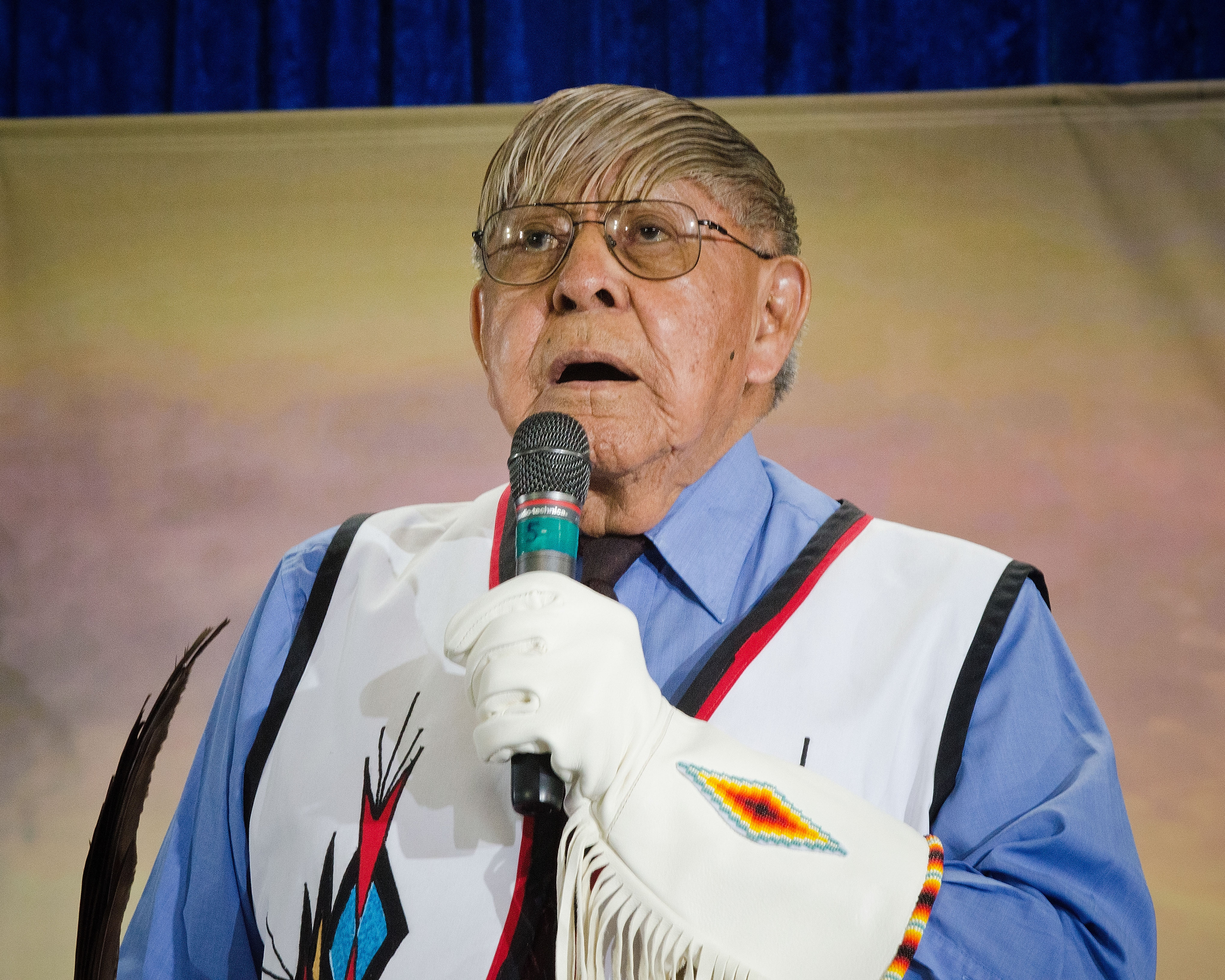
Earl Old Person，黑腳榮譽酋長。
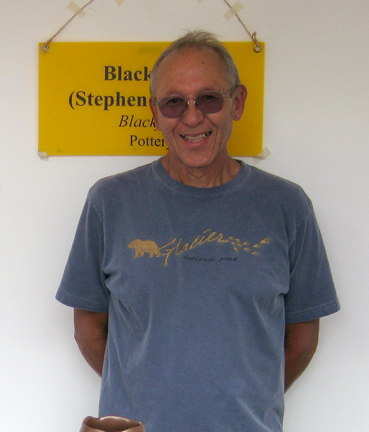
當代黑腳陶瓷藝術家Stephen Black Bear LaBoueff
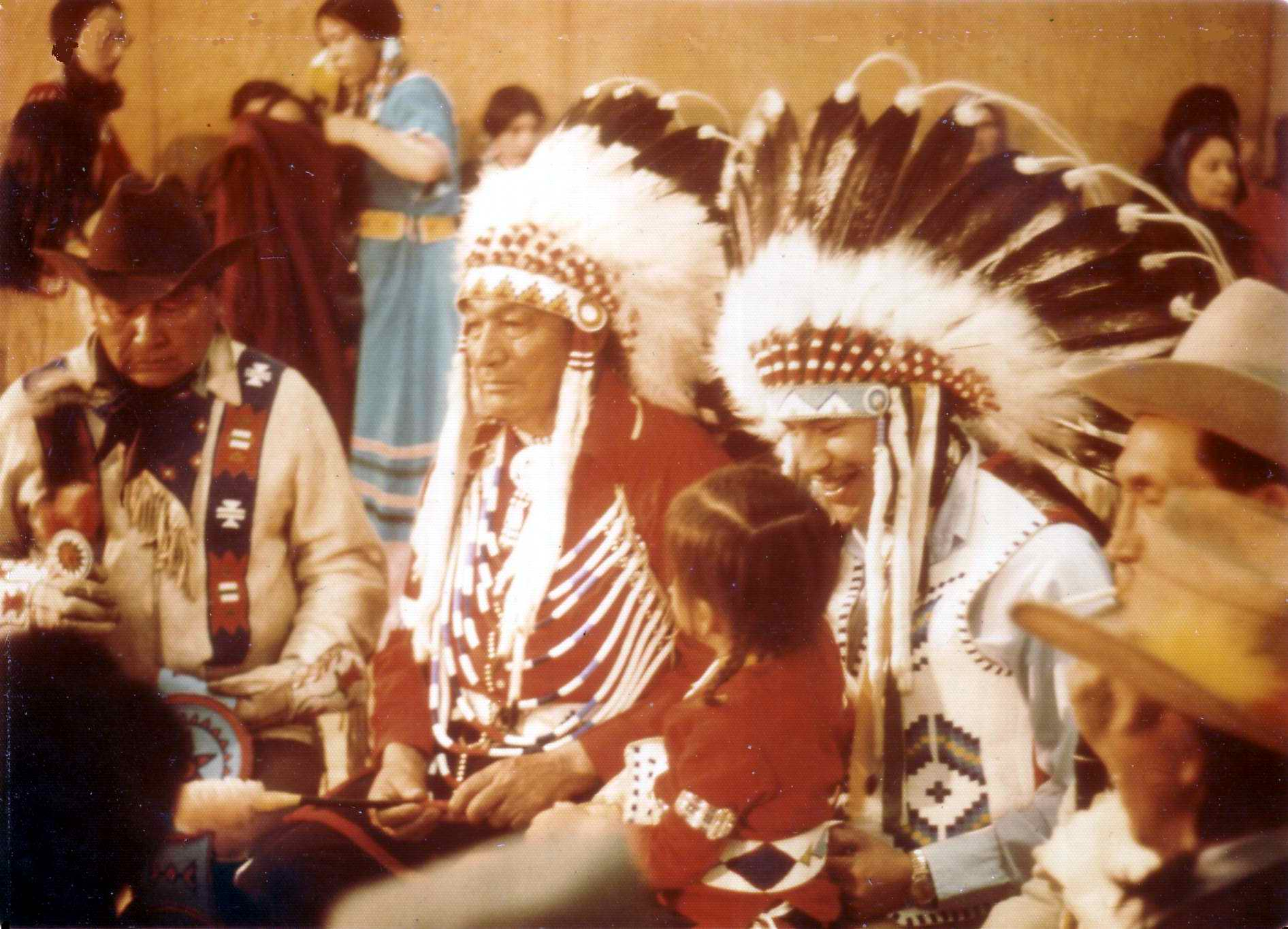
黑腳聚會，艾伯塔省。1973年

今日，有很多黑腳人住在加拿大的保留地。有大約8,500人住在蒙大拿州1,500,000英畝（6,100平方）的保護地。1896年，黑腳人向美國賣出大量土地，並希望發現金礦和銅礦礦床。但是並未能發現。1910年，當地被劃為冰川國家公園。部分黑腳人在當地工作，有時還有一些美洲原住民儀式在當地舉行。
失業問題在黑腳保留地和加拿大的黑腳保留地十分嚴重，因為他們被孤立於主要城市地區。很多人都是農民，但附近不夠其他工作。要尋找工作，他們需要遷入城鎮。部分企業付錢給黑腳政府以便利用租賃的土地去開採石油、天然氣等資源。這些國家已經經營了一些業務包括Blackfoot Writing Company，一家鋼筆和鉛筆工廠，於1972年開業，但在20世紀90年代末關閉。在加拿大，北皮崗人製作傳統工藝服裝和軟皮鞋，而蓋恩納人則經營購物中心和工廠。
黑腳人繼續著教育的進步。1974年，他們開辦了黑腳社區學院，蒙大拿州布朗寧的一個部落學院。該學院亦是部落的總部。截至1979年，蒙大拿州政府要求所有在保留地或附近的公立學校教師都有美國印第安人研究的背景。1989年，加拿大的西格西卡部落完成了一所高校，銜接其小學。
蒙大拿州的黑腳國有一個藍色的部落旗幟。該旗顯示了一支有著29條羽毛的勇氣杖。旗幟中央有一個配上32支黑和白的鷹毛的環，環內是黑腳保留地的輪廓地圖，地圖內描繪了一頂戰帽以及“Blackfeet Nation”和“Pikuni”（黑腳的阿爾岡昆原生語中的部落名稱）的字樣。

### 持續傳統

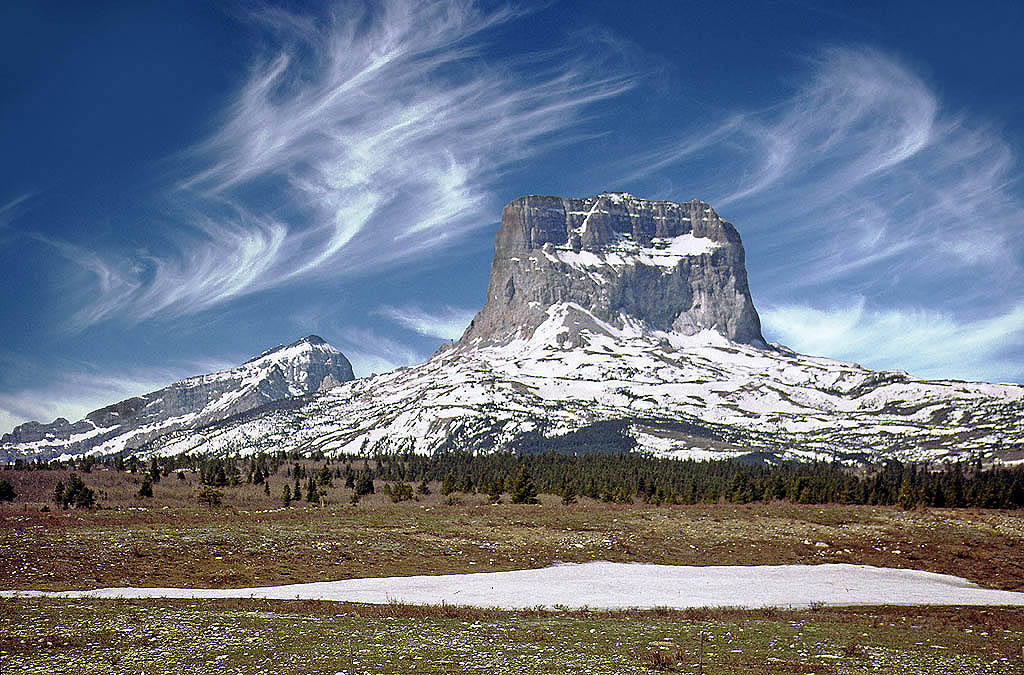
酋長山在黑腳人眼中是神聖的。它標示了蒙大拿州黑腳保留地和冰川國家公園的邊界。

黑腳人延續了很多舊有文化傳統，並希望把祖先的傳統延續給他們的孩子。他們想向孩子教授皮崗語以及其他傳統知識。在20世紀初，一位叫Frances Densmore的白人女性幫助黑腳人記錄他們的語言。在20世紀50至60年代，只有少數人能說皮崗語。為了拯救該語言，黑腳議會要求仍能使用該語言的長老去教授它。長老答應並成功復活該語言，所以今日兒童能在學校和家中學習皮崗語。1994年，黑腳議會接納皮崗語為官方語言。
他們重啟了Black Lodge Society，負責保護黑腳人的歌曲和舞蹈。他們繼續宣布春天的到來，透過打開五個藥束，春天的每一次雷聲響起都會打開一個。其中一個最大的慶祝活動叫做北美印第安人日。它於7月的第二週在布朗寧舉行，持續四天。最後，從1890年代到1934年屬於非法的日舞多年來一直有舉行。雖然這是非法的，但是黑腳人偷偷地舉行。自1934年起，他們每逢夏季都會舉行。這個活動會維持8日——期間充滿了祈禱、唱歌、跳舞，以及把祭品獻給造物主。它為黑腳人提供了一個機會，讓他們相互聚會，相互分享觀點和想法，同時慶祝他們的文化中最神聖的儀式。